# بیست‌سؤالی

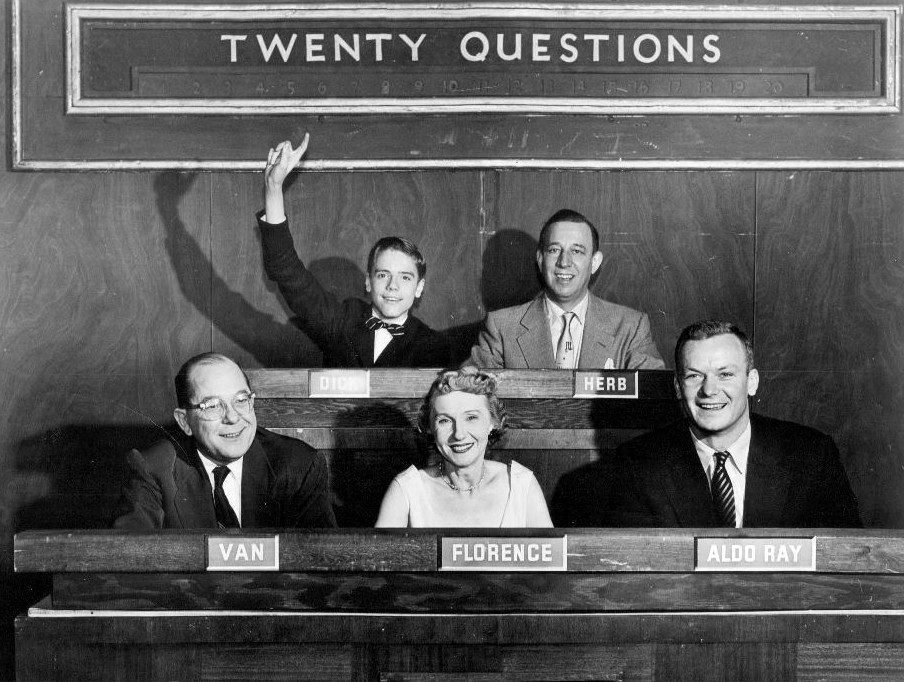
پنج نفر درحال بازی کردن بیست سؤالی

بیست‌سؤالی گونه‌ای بازی شفاهی چندنفره است. در این بازی یک نفر یا یک تیم، واژه‌ای را در نظر می‌گیرند. بازیکن یا تیم طرف مقابل باید با پرسیدنِ تنها ۲۰ پرسش بتواند آن واژه را حدس بزند. به پرسش‌های او تنها پاسخِ بله/خیر داده می‌شود.
بهترین استراتژی برای پرسش‌کننده در این بازی، طبقه‌بندی موضوع‌ها است به طوری که بازیکن از موضوع‌های کلی به جزئی برود. مثال:
س: آیا در جیب جا می‌شود؟
پ: بله.
س: خوراکی است؟
پ: بله.
س: شکلات؟
پ: بله.